# Maria Abranches
Maria Abranches (Lisboa, 1991) trabalha como fotógrafa documental, apesar de ser licenciada em Arquitetura. Foi uma das premiadas pelo World Press Photo em 2025.
As imagens em concurso retratam a vida "invisível" de Ana Maria Jeremias, uma empregada doméstica angolana.

## Biografia
Cresceu em estreito contacto com as artes visuais e performativas – com um pai pintor e uma mãe ligada à música clássica – e recebe a sua primeira máquina fotográfica aos seis anos, uma polaroid.
Licenciou-se, em 2016, em arquitetura pela Faculdade de Arquitectura da Universidade de Lisboa. Em 2017 fez um workshop no atelier catalão RCR Arquitectes (Pritzker 2017), ano em que começa a trabalhar no atelier do arquitecto Frederico Valsassina, onde permanece durante três anos.
Em 2023, foi seleccionada para a 5.ª Edição da Masterclass Narrativa, orientada pelo fotógrafo Mário Cruz, vencedor de dois prémios World Press Photo. Foi ao longo dessa masterclass que desenvolveu o seu projeto e livro mais recente, “MARIA”, que conta a história de Ana Maria, uma mulher angolana, abordando questões de raça, género e o papel das mulheres racializadas em Portugal, onde a estrutura social é ainda fortemente marcada pelo seu passado colonial. O trabalho foi vencedor do Prémio Cortona On The Move 2024, de uma menção honrosa no Prémio Novos Talentos Fnac 2024, e finalista do Blow Up Press Book Award e do APhF Dummy Award. Em 2025, com a mesma série, é uma das premiadas do World Press Photo.
Como fotógrafa, colabora regularmente com o jornal Público, Reuters, The Guardian e a Fundação Calouste Gulbenkian.